# おてつぎ運動の時間
おてつぎ運動の時間（おてつぎうんどうのじかん）は、知恩院が提供していたラジオの宗教番組。ABCラジオでは宗教の時間枠で放送されていた。
京都放送、朝日放送ともに、2016年3月をもって放送終了。

## 放送局・放送時間
| 放送局          | 周波数                   | 曜日 | 放送時間      |
| --------------- | ------------------------ | ---- | ------------- |
| 京都放送（KBS） | 1143kHz                  | 水曜 | 05:00 - 05:10 |
| 朝日放送（ABC） | 1008kHz(AM) /93.3MHz(FM) | 金曜 | 04:50 - 05:00 |